# Liste der Gebietsänderungen in Thüringen 1994
Die Liste der Gebietsänderungen in Thüringen 1994 enthält Änderungen an Gemeindegebieten des Landes Thüringen in der Zeit vom 1. Januar 1994 bis zum 31. Dezember 1994. Dazu zählen unter anderem Zusammenschlüsse und Trennungen von Gemeinden, Eingliederungen von Gemeinden in eine andere, Änderungen des Gemeindenamens und Umgliederungen von Teilen einer Gemeinde in eine andere.

## Legende
- Datum: juristisches Wirkungsdatum der Gebietsänderung
- Gemeinde vor der Änderung: Gemeinde vor der Gebietsänderung
- Maßnahme: Art der Gebietsänderung
- Gemeinde nach der Änderung: Gemeinde nach der Gebietsänderung
- Landkreis: Landkreis der Gemeinde nach der Gebietsänderung

Die Sortierung erfolgt chronologisch: Datum, kreisfreie Städte, Landkreise, aufnehmende oder neu gebildete Gemeinde. Heute noch bestehende Gemeinden sind farbig unterlegt.
Die Gemeinde, die Thüringen verließ, ist rot unterlegt.

## Liste
| Datum      | Gemeinde vor der Änderung | Maßnahme                                                                                   | Gemeinde nach der Änderung                                                                 | Landkreis                                                                                  |
| ---------- | --- | ------------------------------------------------------------------------------------------ | ------------------------------------------------------------------------------------------ | ------------------------------------------------------------------------------------------ |
| 01.01.1994 | Gleina Reichardtsdorf | Eingliederung                                                                              | Bad Köstritz                                                                               | Gera                                                                                       |
| 01.01.1994 | Beberstedt Hüpstedt Zaunröden | Zusammenschluss                                                                            | Dünwald                                                                                    | Mühlhausen                                                                                 |
| 22.01.1994 | Sonnendorf | Eingliederung                                                                              | Bad Sulza                                                                                  | Apolda                                                                                     |
| 22.01.1994 | Tschirma | Eingliederung                                                                              | Berga/Elster                                                                               | Greiz                                                                                      |
| 22.01.1994 | Tremnitz | Eingliederung                                                                              | Hohndorf                                                                                   | Greiz                                                                                      |
| 22.01.1994 | Döringsdorf-Bebendorf | Eingliederung                                                                              | Geismar                                                                                    | Heiligenstadt                                                                              |
| 22.01.1994 | Brennersgrün | Eingliederung                                                                              | Lehesten                                                                                   | Lobenstein                                                                                 |
| 22.01.1994 | Köditz Oberschöbling | Eingliederung                                                                              | Königsee                                                                                   | Rudolstadt                                                                                 |
| 22.01.1994 | Dermsdorf | Eingliederung                                                                              | Kölleda                                                                                    | Sömmerda                                                                                   |
| 04.02.1994 | Oberroßla | Eingliederung                                                                              | Apolda                                                                                     | Apolda                                                                                     |
| 11.02.1994 | Zetzscha | Eingliederung                                                                              | Altenburg                                                                                  | Altenburg                                                                                  |
| 25.02.1994 | Beuernfeld Bolleroda | Eingliederung                                                                              | Großenlupnitz                                                                              | Eisenach                                                                                   |
| 25.02.1994 | Wachenbrunn | Eingliederung                                                                              | Themar                                                                                     | Hildburghausen                                                                             |
| 25.02.1994 | Eckardts Schwarzbach | Eingliederung                                                                              | Schwallungen                                                                               | Schmalkalden                                                                               |
| 08.03.1994 | Prößdorf | Eingliederung                                                                              | Lucka                                                                                      | Altenburg                                                                                  |
| 08.03.1994 | Falkenhain | Eingliederung                                                                              | Meuselwitz                                                                                 | Altenburg                                                                                  |
| 08.03.1994 | Ehrenhain | Eingliederung                                                                              | Nobitz                                                                                     | Altenburg                                                                                  |
| 08.03.1994 | Eischleben Rehestädt | Eingliederung                                                                              | Ichtershausen                                                                              | Arnstadt                                                                                   |
| 08.03.1994 | Borsch Bremen Otzbach | Eingliederung                                                                              | Geisa                                                                                      | Bad Salzungen                                                                              |
| 08.03.1994 | Dönges Oberrohn | Eingliederung                                                                              | Tiefenort                                                                                  | Bad Salzungen                                                                              |
| 08.03.1994 | Scherbda | Eingliederung                                                                              | Creuzburg                                                                                  | Eisenach                                                                                   |
| 08.03.1994 | Neustädt Sallmannshausen | Eingliederung                                                                              | Gerstungen                                                                                 | Eisenach                                                                                   |
| 08.03.1994 | Burkhardtroda | Eingliederung                                                                              | Marksuhl                                                                                   | Eisenach                                                                                   |
| 08.03.1994 | Kittelsthal | Eingliederung                                                                              | Thal                                                                                       | Eisenach                                                                                   |
| 08.03.1994 | Großburschla | Eingliederung                                                                              | Treffurt                                                                                   | Eisenach                                                                                   |
| 08.03.1994 | Ettenhausen an der Nesse | Eingliederung                                                                              | Wenigenlupnitz                                                                             | Eisenach                                                                                   |
| 08.03.1994 | Kursdorf | Eingliederung                                                                              | Eisenberg                                                                                  | Eisenberg                                                                                  |
| 08.03.1994 | Clodra Wolfersdorf | Eingliederung                                                                              | Berga/Elster                                                                               | Greiz                                                                                      |
| 08.03.1994 | Gottesgrün Kahmer Reudnitz | Eingliederung                                                                              | Mohlsdorf                                                                                  | Greiz                                                                                      |
| 08.03.1994 | Bürden Ebenhards Gerhardtsgereuth Pfersdorf Weitersroda | Eingliederung                                                                              | Hildburghausen                                                                             | Hildburghausen                                                                             |
| 08.03.1994 | Friedrichshöhe Saargrund Schirnrod | Eingliederung                                                                              | Sachsenbrunn                                                                               | Hildburghausen                                                                             |
| 08.03.1994 | Oehrenstock | Eingliederung                                                                              | Langewiesen                                                                                | Ilmenau                                                                                    |
| 08.03.1994 | Aschara Großwelsbach Merxleben Nägelstedt Thamsbrück Zimmern | Eingliederung                                                                              | Bad Langensalza                                                                            | Langensalza                                                                                |
| 08.03.1994 | Saalfeld | Eingliederung                                                                              | Mühlhausen/Thüringen                                                                       | Mühlhausen                                                                                 |
| 08.03.1994 | Hohenbergen Mehrstedt | Eingliederung                                                                              | Schlotheim                                                                                 | Mühlhausen                                                                                 |
| 08.03.1994 | Cordobang | Eingliederung                                                                              | Bad Blankenburg                                                                            | Rudolstadt                                                                                 |
| 08.03.1994 | Königsthal | Eingliederung                                                                              | Marktgölitz                                                                                | Saalfeld                                                                                   |
| 08.03.1994 | Göritz Sparnberg Ullersreuth | Eingliederung                                                                              | Hirschberg                                                                                 | Schleiz                                                                                    |
| 08.03.1994 | Raila | Eingliederung                                                                              | Saalburg                                                                                   | Schleiz                                                                                    |
| 08.03.1994 | Langenbuch Lössau Oberböhmsdorf | Eingliederung                                                                              | Schleiz                                                                                    | Schleiz                                                                                    |
| 08.03.1994 | Georgenzell | Eingliederung                                                                              | Rosa                                                                                       | Schmalkalden                                                                               |
| 08.03.1994 | Grumbach | Eingliederung                                                                              | Schmalkalden                                                                               | Schmalkalden                                                                               |
| 08.03.1994 | Weißbach | Eingliederung                                                                              | Schmölln                                                                                   | Schmölln                                                                                   |
| 08.03.1994 | Frohndorf Leubingen Orlishausen Tunzenhausen | Eingliederung                                                                              | Sömmerda                                                                                   | Sömmerda                                                                                   |
| 08.03.1994 | Ottenhausen | Eingliederung                                                                              | Weißensee                                                                                  | Sömmerda                                                                                   |
| 08.03.1994 | Allmenhausen Rockensußra Wiedermuth | Eingliederung                                                                              | Ebeleben                                                                                   | Sondershausen                                                                              |
| 08.03.1994 | Ehnes Emstadt | Eingliederung                                                                              | Schalkau                                                                                   | Sonneberg                                                                                  |
| 08.03.1994 | Ebertshausen | Eingliederung                                                                              | Benshausen                                                                                 | Suhl                                                                                       |
| 08.03.1994 | Gethles Ratscher | Eingliederung                                                                              | Schleusingen                                                                               | Suhl                                                                                       |
| 08.03.1994 | Naitschau Wellsdorf Zoghaus | Eingliederung                                                                              | Langenwetzendorf                                                                           | Zeulenroda                                                                                 |
| 18.03.1994 | Fernbreitenbach Gospenroda Herda Horschlitt Vitzeroda | Eingliederung                                                                              | Berka/Werra                                                                                | Eisenach                                                                                   |
| 18.03.1994 | Kleinvargula | Eingliederung                                                                              | Herbsleben                                                                                 | Langensalza                                                                                |
| 18.03.1994 | Hainbücht | Eingliederung                                                                              | Stadtroda                                                                                  | Stadtroda                                                                                  |
| 25.03.1994 | Dannheim Kettmannshausen Marlishausen Neuroda Reinsfeld Schmerfeld Wipfra                                                                                                   | Zusammenschluss                                                                            | Wipfratal                                                                                  | Arnstadt                                                                                   |
| 25.03.1994 | Langenroda | Eingliederung                                                                              | Wiehe                                                                                      | Artern                                                                                     |
| 25.03.1994 | Bermbach Wenigentaft | Eingliederung                                                                              | Buttlar                                                                                    | Bad Salzungen                                                                              |
| 25.03.1994 | Gumpelstadt Waldfisch Witzelroda | Zusammenschluss                                                                            | Moorgrund                                                                                  | Bad Salzungen                                                                              |
| 25.03.1994 | Geismar Ketten Spahl | Zusammenschluss                                                                            | Rockenstuhl                                                                                | Bad Salzungen                                                                              |
| 25.03.1994 | Ahlendorf | Eingliederung                                                                              | Crossen an der Elster                                                                      | Eisenberg                                                                                  |
| 25.03.1994 | Großkundorf | Eingliederung                                                                              | Teichwolframsdorf                                                                          | Greiz                                                                                      |
| 25.03.1994 | Heyda Manebach | Eingliederung                                                                              | Ilmenau                                                                                    | Ilmenau                                                                                    |
| 25.03.1994 | Bachra Roldisleben Rothenberga | Eingliederung                                                                              | Rastenberg                                                                                 | Sömmerda                                                                                   |
| 25.03.1994 | Muntscha Wenigenauma | Eingliederung                                                                              | Auma                                                                                       | Zeulenroda                                                                                 |
| 01.04.1994 | Alach Ermstedt Frienstedt | Eingliederung                                                                              | Erfurt                                                                                     | –                                                                                          |
| 01.04.1994 | Aga Cretzschwitz Falka Hermsdorf Roben Söllmnitz | Eingliederung                                                                              | Gera                                                                                       | –                                                                                          |
| 01.04.1994 | Drackendorf Maua | Eingliederung                                                                              | Jena                                                                                       | –                                                                                          |
| 01.04.1994 | Albrechts Dietzhausen Vesser Wichtshausen | Eingliederung                                                                              | Suhl                                                                                       | –                                                                                          |
| 01.04.1994 | Gelmeroda Niedergrunstedt Possendorf Taubach | Eingliederung                                                                              | Weimar                                                                                     | –                                                                                          |
| 06.04.1994 | Dörnfeld an der Ilm Geilsdorf Gösselborn Griesheim Singen Traßdorf | Zusammenschluss                                                                            | Singerberg                                                                                 | Arnstadt                                                                                   |
| 06.04.1994 | Bücheloh Gräfinau-Angstedt Wümbach | Zusammenschluss                                                                            | Wolfsberg                                                                                  | Ilmenau                                                                                    |
| 06.04.1994 | Röttersdorf Schmiedebach | Eingliederung                                                                              | Lehesten                                                                                   | Lobenstein                                                                                 |
| 06.04.1994 | Einödhausen | Eingliederung                                                                              | Henneberg                                                                                  | Meiningen                                                                                  |
| 06.04.1994 | Lothra | Eingliederung                                                                              | Drognitz                                                                                   | Saalfeld                                                                                   |
| 06.04.1994 | Roda | Eingliederung                                                                              | Großgeschwenda                                                                             | Saalfeld                                                                                   |
| 06.04.1994 | Herschdorf bei Leutenberg Kleingeschwenda bei Leutenberg | Eingliederung                                                                              | Leutenberg                                                                                 | Saalfeld                                                                                   |
| 06.04.1994 | Beulwitz | Eingliederung                                                                              | Saalfeld/Saale                                                                             | Saalfeld                                                                                   |
| 06.04.1994 | Mehla | Eingliederung                                                                              | Triebes                                                                                    | Zeulenroda                                                                                 |
| 09.04.1994 | Utenbach | Eingliederung                                                                              | Apolda                                                                                     | Apolda                                                                                     |
| 09.04.1994 | Udersleben | Eingliederung                                                                              | Bad Frankenhausen/Kyffhäuser                                                               | Artern                                                                                     |
| 09.04.1994 | Pferdsdorf-Spichra Uetteroda | Eingliederung                                                                              | Krauthausen                                                                                | Eisenach                                                                                   |
| 09.04.1994 | Buchenau | Eingliederung                                                                              | Mihla                                                                                      | Eisenach                                                                                   |
| 09.04.1994 | Beulbar-Ilmsdorf Droschka Hohendorf Rodigast-Lucka Taupadel Thalbürgel | Eingliederung                                                                              | Bürgel                                                                                     | Eisenberg                                                                                  |
| 09.04.1994 | Buchheim Etzdorf Großhelmsdorf Königshofen Lindau Thiemendorf Törpla | Zusammenschluss                                                                            | Heideland                                                                                  | Eisenberg                                                                                  |
| 09.04.1994 | Burkersdorf bei Weida Frießnitz Köfeln | Zusammenschluss                                                                            | Harth                                                                                      | Gera                                                                                       |
| 09.04.1994 | Forstwolfersdorf Großebersdorf Neundorf Niederpöllnitz Rohna | Zusammenschluss                                                                            | Pöllnitz                                                                                   | Gera                                                                                       |
| 09.04.1994 | Boilstädt Uelleben | Eingliederung                                                                              | Gotha                                                                                      | Gotha                                                                                      |
| 09.04.1994 | Rieth | Eingliederung                                                                              | Hellingen                                                                                  | Hildburghausen                                                                             |
| 09.04.1994 | Alterstedt | Eingliederung                                                                              | Schönstedt                                                                                 | Langensalza                                                                                |
| 09.04.1994 | Felchta Görmar | Eingliederung                                                                              | Mühlhausen/Thüringen                                                                       | Mühlhausen                                                                                 |
| 09.04.1994 | Buchbach Gebersdorf Großneundorf Lichtenhain bei Gräfenthal Lippelsdorf | Eingliederung                                                                              | Gräfenthal                                                                                 | Neuhaus am Rennweg                                                                         |
| 09.04.1994 | Appenrode Gudersleben Rothesütte Sülzhayn Woffleben | Eingliederung                                                                              | Ellrich                                                                                    | Nordhausen                                                                                 |
| 09.04.1994 | Lichtenau Neunhofen | Eingliederung                                                                              | Neustadt an der Orla                                                                       | Pößneck                                                                                    |
| 09.04.1994 | Bahren | Eingliederung                                                                              | Peuschen                                                                                   | Pößneck                                                                                    |
| 09.04.1994 | Kleinkochberg | Eingliederung                                                                              | Großkochberg                                                                               | Rudolstadt                                                                                 |
| 09.04.1994 | Catharinau Etzelbach Kolkwitz Neusitz | Eingliederung                                                                              | Kirchhasel                                                                                 | Rudolstadt                                                                                 |
| 09.04.1994 | Hengelbach Leutnitz Milbitz bei Rottenbach Paulinzella Quittelsdorf Solsdorf Thälendorf                                                                                     | Eingliederung                                                                              | Rottenbach                                                                                 | Rudolstadt                                                                                 |
| 09.04.1994 | Breternitz-Fischersdorf Hockeroda Weischwitz | Eingliederung                                                                              | Kaulsdorf                                                                                  | Saalfeld                                                                                   |
| 09.04.1994 | Großgeschwenda Laasen Lichtentanne Oberloquitz Reichenbach bei Unterloquitz Schaderthal Unterloquitz                                                                        | Eingliederung                                                                              | Probstzella                                                                                | Saalfeld                                                                                   |
| 09.04.1994 | Dorfkulm Langenschade Oberwellenborn | Eingliederung                                                                              | Unterwellenborn                                                                            | Saalfeld                                                                                   |
| 09.04.1994 | Schilbach | Eingliederung                                                                              | Tanna                                                                                      | Schleiz                                                                                    |
| 09.04.1994 | Helmers | Eingliederung                                                                              | Wernshausen                                                                                | Schmalkalden                                                                               |
| 09.04.1994 | Eschenthal Hasenthal Hüttengrund Spechtsbrunn | Zusammenschluss                                                                            | Engnitzthal                                                                                | Sonneberg                                                                                  |
| 09.04.1994 | Bergern Meckfeld bei Bad Berka Tannroda Tiefengruben | Eingliederung                                                                              | Bad Berka                                                                                  | Weimar                                                                                     |
| 09.04.1994 | Saalborn | Eingliederung                                                                              | Blankenhain                                                                                | Weimar                                                                                     |
| 09.04.1994 | Barchfeld an der Ilm | Eingliederung                                                                              | Kranichfeld                                                                                | Weimar                                                                                     |
| 09.04.1994 | Obergrunstedt Ulla | Eingliederung                                                                              | Nohra                                                                                      | Weimar                                                                                     |
| 14.04.1994 | Süßenborn | Eingliederung                                                                              | Weimar                                                                                     | –                                                                                          |
| 14.04.1994 | Siegelbach | Eingliederung                                                                              | Arnstadt                                                                                   | Arnstadt                                                                                   |
| 14.04.1994 | Kahlenberg Mosbach Schönau | Eingliederung                                                                              | Wutha-Farnroda                                                                             | Eisenach                                                                                   |
| 14.04.1994 | Biberau | Eingliederung                                                                              | Schleusegrund                                                                              | Hildburghausen                                                                             |
| 01.05.1994 | Förthen Läwitz Pahren Weckersdorf | Eingliederung                                                                              | Zeulenroda                                                                                 | Zeulenroda                                                                                 |
| 01.06.1994 | Floh Hohleborn Seligenthal | Zusammenschluss                                                                            | Floh-Seligenthal                                                                           | Schmalkalden                                                                               |
| 01.06.1994 | Asbach Mittelschmalkalden Mittelstille Möckers | Eingliederung                                                                              | Schmalkalden                                                                               | Schmalkalden                                                                               |
| 30.06.1994 | Egstedt, OT Bechstedt-Wagd | Umgliederung                                                                               | Kirchheim                                                                                  | Arnstadt                                                                                   |
| 30.06.1994 | Bittstädt Haarhausen Holzhausen Röhrensee Sülzenbrücken | Zusammenschluss                                                                            | Wachsenburggemeinde                                                                        | Arnstadt                                                                                   |
| 30.06.1994 | Dietlas | Eingliederung                                                                              | Dorndorf                                                                                   | Bad Salzungen                                                                              |
| 30.06.1994 | Kieselbach Merkers | Zusammenschluss                                                                            | Merkers-Kieselbach                                                                         | Bad Salzungen                                                                              |
| 30.06.1994 | Kranlucken Motzlar Zitters | Eingliederung                                                                              | Schleid                                                                                    | Bad Salzungen                                                                              |
| 30.06.1994 | Thal | Eingliederung                                                                              | Ruhla                                                                                      | Eisenach                                                                                   |
| 30.06.1994 | Reinsdorf | Eingliederung                                                                              | Greiz                                                                                      | Greiz                                                                                      |
| 30.06.1994 | Eigenrieden Struth | Zusammenschluss                                                                            | Rodeberg                                                                                   | Mühlhausen                                                                                 |
| 30.06.1994 | Bollstedt Grabe Höngeda Seebach | Zusammenschluss                                                                            | Weinbergen                                                                                 | Mühlhausen                                                                                 |
| 30.06.1994 | Mötzelbach | Eingliederung                                                                              | Kirchhasel                                                                                 | Rudolstadt                                                                                 |
| 30.06.1994 | Dörnfeld an der Heide Horba | Eingliederung                                                                              | Königsee                                                                                   | Rudolstadt                                                                                 |
| 30.06.1994 | Grochwitz | Eingliederung                                                                              | Möschlitz                                                                                  | Schleiz                                                                                    |
| 30.06.1994 | Niederschmalkalden | Eingliederung                                                                              | Wernshausen                                                                                | Schmalkalden                                                                               |
| 30.06.1994 | Gefell Heubisch Mupperg | Eingliederung                                                                              | Föritz                                                                                     | Sonneberg                                                                                  |
| 30.06.1994 | Jagdshof Neuenbau | Eingliederung                                                                              | Judenbach                                                                                  | Sonneberg                                                                                  |
| 30.06.1994 | Rotheul | Eingliederung                                                                              | Neuhaus-Schierschnitz                                                                      | Sonneberg                                                                                  |
| 30.06.1994 | Almerswind | Eingliederung                                                                              | Schalkau                                                                                   | Sonneberg                                                                                  |
| 30.06.1994 | Hönbach Unterlind | Eingliederung                                                                              | Sonneberg                                                                                  | Sonneberg                                                                                  |
| 30.06.1994 | Daasdorf bei Buttelstedt Nermsdorf Weiden | Eingliederung                                                                              | Buttelstedt                                                                                | Weimar                                                                                     |
| 30.06.1994 | Göttern Maina Ottstedt bei Magdala | Eingliederung                                                                              | Magdala                                                                                    | Weimar                                                                                     |
| 30.06.1994 | Kirchohmfeld | Eingliederung                                                                              | Worbis                                                                                     | Worbis                                                                                     |
| 01.07.1994 | Kreisneugliederung 35 Landkreise, 5 kreisfreie Städte → 17 Landkreise, 5 kreisfreie Städte                                                                                  | Kreisneugliederung 35 Landkreise, 5 kreisfreie Städte → 17 Landkreise, 5 kreisfreie Städte | Kreisneugliederung 35 Landkreise, 5 kreisfreie Städte → 17 Landkreise, 5 kreisfreie Städte | Kreisneugliederung 35 Landkreise, 5 kreisfreie Städte → 17 Landkreise, 5 kreisfreie Städte |
| 01.07.1994 | Büßleben Egstedt Kerspleben Kühnhausen Linderbach-Azmannsdorf Mittelhausen Molsdorf Niedernissa Schwerborn Stotternheim Tiefthal Vieselbach Waltersleben Windischholzhausen | Eingliederung                                                                              | Erfurt                                                                                     | –                                                                                          |
| 01.07.1994 | Hain Röpsen Thränitz Trebnitz Weißig | Eingliederung                                                                              | Gera                                                                                       | –                                                                                          |
| 01.07.1994 | Ronneburg OT Naulitz | Umgliederung                                                                               | Gera                                                                                       | –                                                                                          |
| 01.07.1994 | Cospeda Isserstedt Jenaprießnitz Krippendorf Kunitz Münchenroda | Eingliederung                                                                              | Jena                                                                                       | –                                                                                          |
| 01.07.1994 | Gaberndorf Legefeld Tröbsdorf | Eingliederung                                                                              | Weimar                                                                                     | –                                                                                          |
| 01.07.1994 | Bielen Herreden Leimbach Steinbrücken Sundhausen | Eingliederung                                                                              | Nordhausen                                                                                 | Nordhausen                                                                                 |
| 01.07.1994 | Hötzelsroda Lerchenberg Neuenhof Stedtfeld Stockhausen Wartha-Göringen | Eingliederung                                                                              | Eisenach                                                                                   | Wartburgkreis                                                                              |
| 01.08.1994 | Schönbach OT Cunsdorf Landkreis Greiz | Umgliederung                                                                               | Cunsdorf                                                                                   | Plauen, Sachsen                                                                            |
| 11.08.1994 | Namensänderung des Landkreises Altenburg in Landkreis Altenburger Land | Namensänderung des Landkreises Altenburg in Landkreis Altenburger Land                     | Namensänderung des Landkreises Altenburg in Landkreis Altenburger Land                     | Namensänderung des Landkreises Altenburg in Landkreis Altenburger Land                     |
| 29.09.1994 | Namensänderung des Holzlandkreises in Saale-Holzland-Kreis | Namensänderung des Holzlandkreises in Saale-Holzland-Kreis                                 | Namensänderung des Holzlandkreises in Saale-Holzland-Kreis                                 | Namensänderung des Holzlandkreises in Saale-Holzland-Kreis                                 |
| 29.09.1994 | Namensänderung des Schwarza-Kreises in Landkreis Saalfeld-Rudolstadt | Namensänderung des Schwarza-Kreises in Landkreis Saalfeld-Rudolstadt                       | Namensänderung des Schwarza-Kreises in Landkreis Saalfeld-Rudolstadt                       | Namensänderung des Schwarza-Kreises in Landkreis Saalfeld-Rudolstadt                       |
| 12.10.1994 | Töttelstädt | Eingliederung                                                                              | Erfurt                                                                                     | –                                                                                          |
| 12.10.1994 | Gernewitz | Eingliederung                                                                              | Stadtroda                                                                                  | Saale-Holzland-Kreis                                                                       |
| 04.11.1994 | Kupfersuhl Möhra Moorgrund | Zusammenschluss                                                                            | Moorgrund                                                                                  | Wartburgkreis                                                                              |
| 05.11.1994 | Namensänderung des Landkreises Weimar-Land in Landkreis Weimarer Land | Namensänderung des Landkreises Weimar-Land in Landkreis Weimarer Land                      | Namensänderung des Landkreises Weimar-Land in Landkreis Weimarer Land                      | Namensänderung des Landkreises Weimar-Land in Landkreis Weimarer Land                      |
| 29.11.1994 | Heßberg | Eingliederung                                                                              | Veilsdorf                                                                                  | Hildburghausen                                                                             |
| 30.12.1994 | Weißen | Eingliederung                                                                              | Uhlstädt                                                                                   | Saalfeld-Rudolstadt                                                                        |